# Krzywe (województwo podlaskie)
Krzywe – wieś w Polsce położona w województwie podlaskim, w powiecie suwalskim, w gminie Suwałki.
Wieś duchowna położona była w końcu XVIII wieku w powiecie grodzieńskim województwa trockiego. W latach 1975–1998 miejscowość administracyjnie należała do województwa suwalskiego.

## Środowisko naturalne

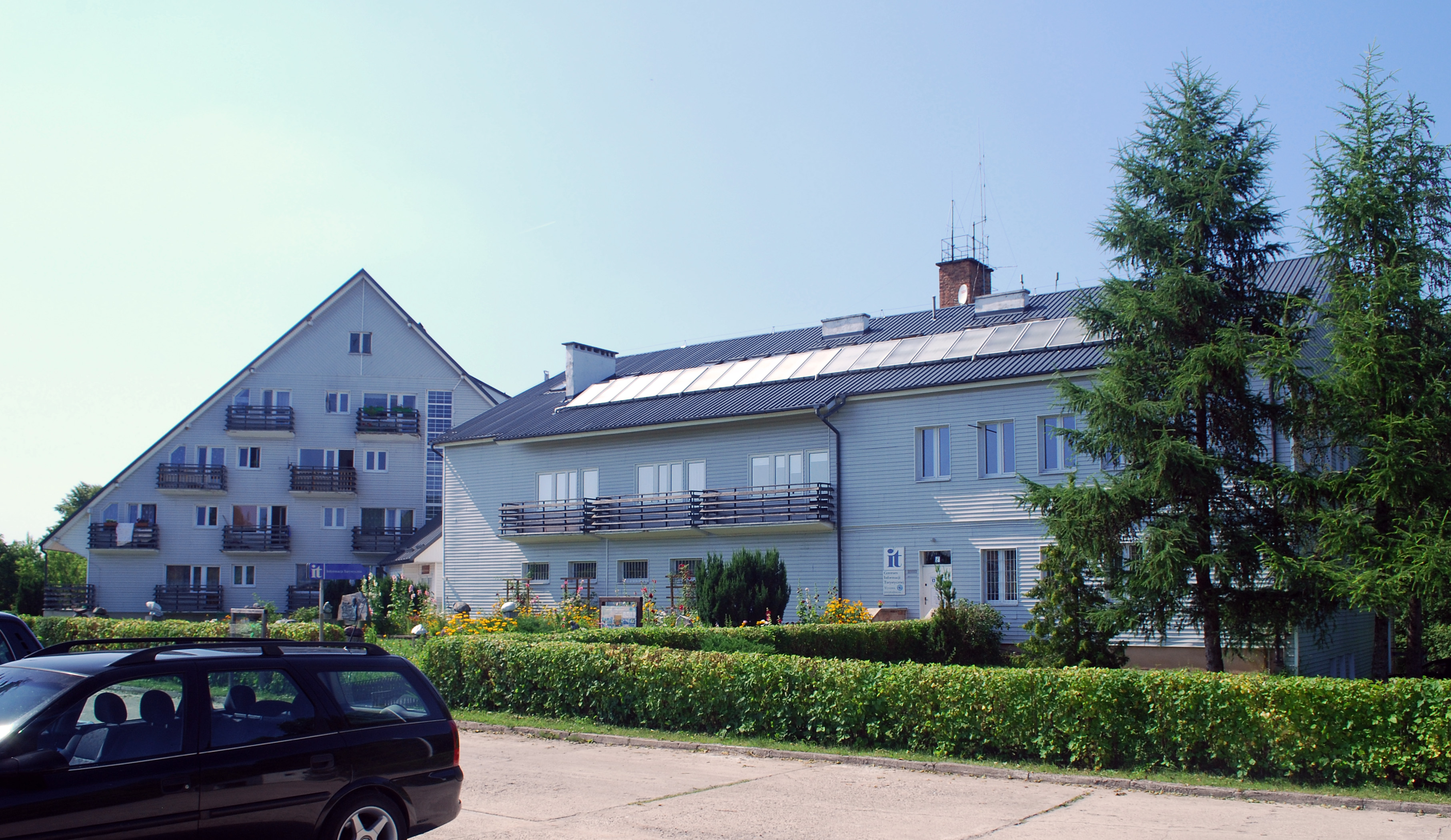
Siedziba Wigierskiego Parku Narodowego

- Wieś letniskowa nad Jeziorem Krzywe Wigierskie. Mieści się w niej dyrekcja Wigierskiego Parku 
Narodowego.
- Na jeziorach i strumieniach można czasem spotkać żeremie, czyli dom bobra.
- W pobliżu znajdują się też lasy w większości sosnowo-świerkowe.
- Wieś bezpośrednio przylega do Wigierskiego Parku Narodowego.